# Johnny & Associates
 (août 2009).
Si vous disposez d'ouvrages ou d'articles de référence ou si vous connaissez des sites web de qualité traitant du thème abordé ici, merci de compléter l'article en donnant les références utiles à sa vérifiabilité et en les liant à la section « Notes et références ».
Johnny & Associates ou Johnny's Jimusho (ジャニーズ事務所), est une agence artistique spécialisée dans la représentation et la production d'idoles japonaises mâles, fondée en 1964 et officiellement ouverte en janvier 1975 par Johnny Kitagawa (de son vrai nom Hiromu Kitagawa, 1931-2019) et par sa sœur Mary (née en 1929).

## Description
Il s'agit d'une entreprise familiale, et Julie, fille de Mary et nièce de Johnny, est la présidente du sous-label J-Storm qui regroupe les groupes Arashi, Hey! Say! JUMP, KAT-TUN, NEWS... et qui se charge de diffuser certains films joués par les Johnny's, comme sont appelés les artistes sélectionnés.
Cette société recrute des garçons vers l'âge de 8-10 ans, leur fait suivre des cours de chant, de danse et de théâtre, avant de les produire dans des boys bands lorsqu'ils sont plus âgés, et de leur faire animer des émissions TV ou radio, ou tourner dans des publicités, séries TV, films…
Johnny & Associates a acquis sa puissance grâce à sa collaboration étroite avec les chaînes de télévision. C'est Mary Kitagawa qui s'occupait de placer les idoles dans des émissions populaires, élargissant ainsi la notoriété de l'agence. Petit-à-petit, elle a imposé des conditions de plus en plus strictes aux chaînes de télévision, réussissant à contrôler le casting et le contenu des émissions. Elle entretenait en effet des relations étroites avec les dirigeants des chaînes, assurant ainsi une présence prédominante des idoles Johnny's à l'écran. Cette proximité entre l'agence et les chaînes de télévision a perduré malgré les allégations d'abus sexuels, signe du contrôle de l'agence sur l'industrie télévisuelle.
Du fait de leur succès et du quasi-monopole de l'agence sur les idols mâles, ceux-ci sont désormais couramment appelées des Johnny's, même s'ils n'appartiennent pas à l'agence.
Dans les années 1980, quelques femmes ont été acceptées dans l'agence par le biais de Johnny's Junior spécial dans le cadre d'un groupe appelé Orange Sisters. Les cinq femmes (Yoshitake Kayoko, Sakai Tae, Emil Seres, Andrea Nilsson et Kiyomi Yoshikawa) ont été considérés comme des Femmes Juniors, mais n'ont pas sorti de disques, et aucune autre femme n'a été sélectionnée dans l'agence depuis.
En 2019, Johnny Kitagawa décède des suites d'un anévrisme. C'est sa nièce Julie Fujishima qui devient alors la présidente de l'entreprise. Hideaki Takizawa, ancien membre du duo Tackey & Tsubasa et ancienne star de l'entreprise, en devient le vice-président.

## Viols et agressions sexuelles
Le dirigeant Johnny Kitagawa a été accusé d'agressions sexuelles sur de jeunes stars de boys bands de sa société à de nombreuses reprises depuis 1988, sans conséquence juridique ou médiatique,.
Cependant, en mars 2023, la BBC diffuse un documentaire de Megumi Inman mettant en lumière les abus sexuels perpétrés par Johnny Kitagawa. De nombreuses personnes se manifestent alors en tant que victimes, et partagent leurs témoignages. Ces révélations sont couvertes par les médias internationaux mais aussi par les médias japonais.
En mai 2023, la nouvelle présidente Julie Fujishima présente ses excuses. En septembre, l'agence Johnny & Associates reconnait les faits et sa présidente démissionne.
Johnny & Associates est renommé SMILE-UP, et se concentre désormais sur le soutien psychologique et les compensations financières pour les 325 victimes identifiées. Une nouvelle société devrait être créée pour fournir des services d'agent aux artistes qui le souhaiteront. Noriyuki Higashiyama (en), un ancien membre du boys-band Shonentai (en), dont la carrière a été gérée par Johnny’s, devient président de SMILE-UP. Julie Fujishima est nommée directrice générale et se charge de superviser l'aide et l'indemnisation des victimes
Les jours qui suivent, plusieurs grandes entreprises japonaises telles que McDonald's Japan, Japan Airlines, les géants de l'assurance Tokio Marine & Nichido Fire et Nippon Life et les brasseries Kirin et Asahi abandonnent leurs contrats de sponsoring avec l'agence.
Au 20 novembre 2023, Smile-Up a été contacté par 834 personnes faisant état d'abus sexuels commis par Kitagawa. Un comité mis en place par l'agence pour discuter des indemnisations a proposé des montants à verser à 35 personnes, acceptés pour le moment par 30 d'entre eux. 23 victimes ont déjà reçu leurs indemnisations fin novembre.

## Artistes

### Débuts des Groupes
1962Johnny's
- Membres : Maie Hiromi, Iino Osami, Aoi Teruhiko

1967Four Leaves
- Label : CBS Sony
- Membres : Kita Kouji, Aoyama Takashi, Egi Toshio, Orimo Masao
- Ancien membre : Nagata Eiji

1973Go Hiromi
- Label : CBS Sony

1975Johnny's Junior Special
1980Masahiko Kondō
- Label : Sony Music Japan ; Johnny's Entertainment

1981Shibugakitai
- Label : CBS Sony
- Membres : Fukawa Toshikazu, Motoki Masahiro, Yakumaru Hirohide

1983THE GOOD-BYE
- Label: Victor Music Industries
- Membres : Nomura Yoshio, Soga Yashisa, Kaga Hachirou, Etou Kouichi

1985Shōnentai
- Label : Johnny's Entertainment
- Membres : Kazukiyo Nishikiori, Katsuhide Uekusa, Noriyuki Higashiyama

1987Hikaru GENJI
- Membres Hikaru : Koji Uchiumi, Mikio Osawa
- Membres GENJI : Kazumi Morohoshi, Hiroyuki Satō, Junichi Yamamoto, Akira Akasaka, Atsuhiro Satō

1987OTOKOGUMI
- Membres : Shoji Narita, Kazuya Takahashi, Keniji Okamoto, Koyo Maeda

1990Ninja
- Membres : Yanagisawa Susumu, Endou Naoto, Masaki Shinya, Tagaki Nobuhide
- Former Membres : Shiga Yasunobu, Furukawa Eiji

1991SMAP
- Label : Victor Entertainment
- Membres : Masahiro Nakai, Takuya Kimura, Tsuyoshi Kusanagi, Goro Inagaki, Shingo Katori
- Ancien membre : Katsuyuki Mori

1994TOKIO
- Label : J Storm
- Membres : Masahiro Matsuoka, Taichi Kokubun, Shigeru Joshima
- Anciens membres : Tatsuya Yamaguchi, Tomoya Nagase

1995V6
- Label : Avex Trax
- Membres 20th Century : Masayuki Sakamoto, Hiroshi Nagano, Yoshihiko Inohara
- Membres Coming Century : Go Morita, Ken Miyake, Junichi Okada

1997KinKi Kids
- Label : Johnny's Entertainment
- Membres : Koichi Domoto, Tsuyoshi Domoto

1999Arashi
- Label : J Storm
- Membres : Masaki Aiba, Jun Matsumoto, Kazunari Ninomiya, Satoshi Ōno, Shō Sakurai

2002Tackey & Tsubasa
- Label : Avex Trax
- Membres : Hideaki Takizawa, Tsubasa Imai

2003NEWS
- Label : Johnny's Entertainment
- Membres : Keiichiro Koyama, Takahisa Masuda, Shigeaki Kato
- Anciens membres : Hiroki Uchi, Hironori Kusano, Takahiro Moriuchi, Tomohisa Yamashita, Ryo Nishikido, Yuya Tegoshi

2004Kanjani8
- Label : INFINITY RECORDS
- Membres : Yū Yokoyama, Shingo Murakami, Ryūhei Maruyama, Shota Yasuda, Tadayoshi Ōkura
- Ancien membres : Hiroki Uchi, Subaru Shibutani, Ryō Nishikido

2006KAT-TUN
- Label : J-One Records
- Membres : Kazuya Kamenashi, Tatsuya Ueda, Yuichi Nakamaru
- Anciens membres : Jin Akanishi, Junnosuke Taguchi, Koki Tanaka

2006Tegomass
- Label : Johnny's Entertainment
- Membres : Yuya Tegoshi, Takahisa Masuda

2007Hey! Say! JUMP
- Label : J Storm
- Membres de Hey! Say! Best : Kota Yabu, Yuya Takaki, Kei Inoo, Hikaru Yaotome, Daiki Arioka
- Membres de Hey! Say! 7 : Ryosuke Yamada, Yuto Nakajima, Yuri Chinen
- Ancien membres Ryutaro Morimoto, Keito Okamoto

2009Yuma Nakayama w/ B.I. Shadow
- Label : Johnny's Entertainment
- Membres : Yuma Nakayama, Kento Nakajima, Fuma Kikuchi, Hokuto Matsumura, Yugo Kochi,
- Former Membre Misaki Takahata

2011Kis-My-Ft2
- Label :Avex Trax
- Membres : Taisuke Fujigaya, Yūta Tamamori, Toshiya Miyata, Takashi Nikaido, Kento Senga, Wataru Yokoo
- Ancien membre : Hiromitsu Kitayama

2011Sexy Zone
- Label : Pony Canyon
- Membres : Fuma Kikuchi, Shori Sato, So Matsuhima
- Ancien membre : Marius Yo, Kento Nakajima

2012A.B.C-Z
- Label : Pony Canyon
- Membres : Ryosuke Hashimoto, Shota Totsuka, Ryoichi Tsukada, Koichi Goseki
- Ancien membre: Fumito Kawai

2014Johnny's WEST
- Label : Johnny's Entertainment
- Membres : Junta Nakama, Nozomu Kotaki, Takahiro Hamada, Daiki Shigeoka, Tomohiro Kamiyama, Ryusei Fujii, Akito Kiriyama

20184U (ふぉ〜ゆ〜)
- Membres : Yuki Koshioka, Yusuke Matsuzaki, Yuta Fukuda, Yudai Tatsumi

2018King & Prince
- Label : Johnny's  Universal
- Membres : Ren Nagase, Kaito Takahashi
- Ancien membres : Genki Iwahashi, Sho Hirano, Yuta Jinguji, Yuta Kishi

2020
SixTONES
2020
Snow Man
2021
Naniwa Danshi
2022
Travis Japan
| - Kōji Uchiumi - Kenichi Okamoto - Atsuhiro Satō - Mizuki Sano - Tomoyuki Yara - Shunsuke Kazama - Tōma Ikuta - Jun Hasegawa - Hiroki Uchi - Bunichi Hamanaka - Kento Nakajima | - Masahiko Kondo - Tomohisa Yamashita - Yuma Nakayama - Masahiro Nakai - Takuya Kimura - 4U (Yuki Koshioka, Yusuke Matsuzaki, Yuta Fukuda, Yudai Tatsumi) |

### Sous-groupes
1998J-Friends
- Label : Johnny's Entertainment
- Membres : TOKIO, KinKi Kids, V6

2000Secret Agent pour le drama Heisei Meoto Jawan
- Membres : Noriyuki Higashiyama, Ryo Nishikido

2005Shuuji to Akira pour le drama Nobuta wo Produce
- Label : Johnny's Entertainment
- Membres : Kazuya Kamenashi, Tomohisa Yamashita
- Toraji-Haiji pour le film Fantastipo
- Membres : Tsuyoshi Domoto, Taichi Kokubun

2006Kitty GYM pour soutenir l'équipe Féminine de Volley
- Label : Johnny's Entertainment
- Membres : Hiromitsu Kitayama, Kei Inoo, Shota Totsuka, Hikaru Yaotome, Golf, Tomohisa Yamashita, Mike

2007Trio the Shakiin pour le drama Kuitan
- Label : Johnny's Entertainment
- Membres : Noriyuki Higashiyama, Go Morita, Kenta Suga (pas membre des Johnny's)

2007Hey! Say! 7 pour supporter l'équipe Féminine de Volley
- Membres : Ryosuke Yamada, Yuto Nakajima, Yuuri Chinen, Daiki Arioka, Yuya Takaki

2008Matchy with Question ? pour l'anime Naruto
- Membres : Masahiko Kondo, Daijiro Yonemura, Yoshihiro Yodogawa, Kazuyori Fujiie, Akun Igo, Daisuke Ishigaki

2009The Shigtonin pour le drama Hissatsu Shigotonin
- Membres : Noriyuki Higashiyama, Masahiro Matsuoka, Tadayoshi Ōkura
- NYC boys pour supporter l'équipe Féminine de Volley
- Label : Johnny's Entertainment
- Membres : Ryosuke Yamada, Yuri Chinen, Yuma Nakayama, Kento Nakajima, Fuma Kikuchi, Hokuto Matsumura, Yugo Kochi

### Johnny's Jr. units
Les Johnny's Jrs. sont ceux qui n'ont pas encore débuté. Ils servent de réserve pour les groupes de danseurs qui ont déjà débuté.
- MADE
- Membres：Hikaru Inaba, Nobuki Fukushi, Taiga Akiyama, Kento Tomioka
- Snow Man
- Membres：Tatsuya Fukazawa, Daisuke Sakuma, Shōta Watanabe, Ryōta Miyadate, Hikaru Iwamoto, Ryōhei Abe
- Travis Japan
- Membres：Noeru Kawashima, Ryūya Shimekake, Shizuya Yoshizawa, Kaito Nakamura, Kaito Miyachika, Kaito Matsukura, Genta Matsuda
- SixTONES
- Membres：Shintarō Morimoto, Hokuto Matsumura, Taiga Kyōmoto, Juri Tanaka, Jesse Lewis, Yūgo Kōchi
- HiHi Jets
- Membres：Ryō Hashimoto, Mizuki Inoue, Sōya Igari, Yūto Takahashi, Ryūto Sakuma
- Love-tune
- Membres：Kentarō Yasui, Yūma Sanada, Myūto Morita, Keigo Hagiya, Shōki Morohoshi, Aran Abe, Leo Nagatsuma
- Uchū Six (宇宙Six)
- Membres：Tsuyoshi Eda, Kōta Matsumoto, Ryōta Yamamoto, Yoshitaka Hara, Ren Meguro
- Tokyō B Shōnen (東京B少年)
- Membres：Naoki Fujii, Yūto Nasu, Hidaka Ukisho, Taishō Iwasaki, Ryūga Satō, Issei Kanasashi
- 7 MEN Samurai (7 MEN 侍)
- Membres：Reia Nakamura, Rinne Sugeta, Katsuki Motodaka, Kōki Maeda, Taiki Konno, Reo Igarashi, Taikō Sasaki

### Kansai Johnny's Jr.
Ryūta Muro (室 龍太),
Kōji Mukai (向井 康二),
Daigo Nishihata (西畑 大吾),
Ryusei Ōnishi (大西 流星),
Shunsuke Michieda (道枝 駿佑)